# Changan Uni-K

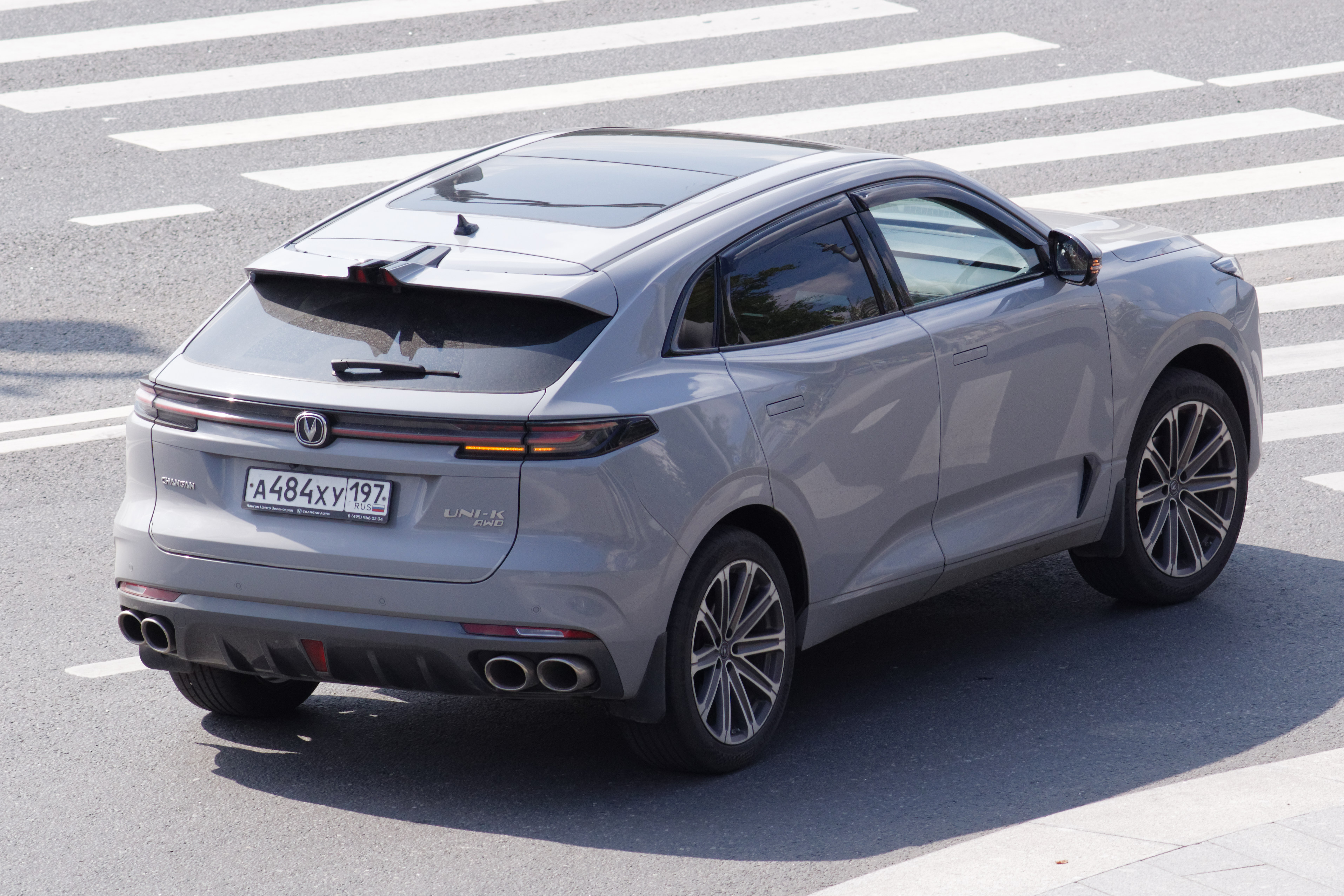
Heckansicht

Der Changan Uni-K ist ein Sport Utility Vehicle des chinesischen Automobilherstellers Chongqing Changan Automobile Company der Marke Changan.

## Geschichte
Einen ersten Ausblick auf das Fahrzeug zeigte der Hersteller auf der Beijing Auto Show im September 2020 mit dem Konzeptfahrzeug Vision-V Concept. Das Serienmodell Uni-K wurde einen Monat später gezeigt. Die Öffentlichkeitspremiere fand im November 2020 auf der Guangzhou Auto Show statt. Marktstart in China war im März 2021. Im Januar 2022 wurde die Baureihe auch als Plug-in-Hybrid iDD eingeführt. Auf dem russischen Markt wird der Benziner seit Juli 2022 und der Hybrid seit Dezember 2023 angeboten.
In der Motorpresse wird oft die Ähnlichkeit des Fahrzeugs mit dem 2019 eingeführten Porsche Cayenne Coupé erwähnt. Als Konkurrenzmodelle werden unter anderem der Hongqi HS5 oder der Wey Mocca genannt.

## Technische Daten
Angetrieben wird der Uni-K von einem aufgeladenen Zweiliter-Ottomotor mit bis zu 171 kW (232 PS), der auch im Changan CS95 zum Einsatz kommt. Serienmäßig hat er Vorderradantrieb, gegen Aufpreis ist Allradantrieb erhältlich. An der Vorderachse kommen MacPherson-Federbeine und an der Hinterachse eine Mehrlenkerachse zum Einsatz.
Der seit Januar 2022 verkaufte iDD hat einen 1,5-Liter-Ottomotor mit 122 kW (166 PS) und einen Elektromotor mit 85 kW (116 PS). Ein Akku mit einem Energieinhalt von 30,74 kWh soll eine elektrische Reichweite von 130 km nach NEFZ ermöglichen.
|                                             | 2.0T                              | 2.0T                       | iDD                         | iDD                              |
| ------------------------------------------- | --------------------------------- | -------------------------- | --------------------------- | -------------------------------- |
| Markt                                       | China                             | Russland                   | China                       | Russland                         |
| Bauzeitraum                                 | seit 03/2021                      | seit 07/2022               | seit 01/2022                | seit 12/2023                     |
| Motorkenndaten                              |                                   |                            |                             |                                  |
| Motortyp                                    | R4-Ottomotor                      | R4-Ottomotor               | R4-Ottomotor + Elektromotor | R4-Ottomotor + Elektromotor      |
| Motoraufladung                              | Turbolader                        | Turbolader                 | Turbolader                  | Turbolader                       |
| Hubraum                                     | 1998 cm³                          | 1998 cm³                   | 1494 cm³                    | 1494 cm³                         |
| max. Leistung Verbrennungsmotor bei min−1   | 171 kW (232 PS) / 5500            | 166 kW (226 PS) / 5500     | 122 kW (166 PS) / 5500      | 122 kW (166 PS) / 5500           |
| max. Leistung Elektromotor                  | —                                 | —                          | 85 kW (116 PS)              | 85 kW (116 PS)                   |
| max. Drehmoment Verbrennungsmotor bei min−1 | 390 Nm / 1900–3300                | 380 Nm / 1900–3300         | 255 Nm / 1500–4000          | 255 Nm / 1500–4000               |
| max. Drehmoment Elektromotor                | —                                 | —                          | 330 Nm                      | 330 Nm                           |
| Kraftübertragung                            |                                   |                            |                             |                                  |
| Antrieb, serienmäßig                        | Vorderradantrieb                  | Vorderradantrieb           | Vorderradantrieb            | Vorderradantrieb                 |
| Antrieb, optional                           | (Allradantrieb)                   | (Allradantrieb)            | —                           | —                                |
| Getriebe                                    | 8-Stufen-Automatikgetriebe        | 8-Stufen-Automatikgetriebe | 3-Stufen-Elektrogetriebe    | 6-Stufen-Doppelkupplungsgetriebe |
| Messwerte                                   |                                   |                            |                             |                                  |
| Höchstgeschwindigkeit                       | 200 km/h                          | 200 km/h                   | 200 km/h                    | 200 km/h                         |
| Beschleunigung, 0–100 km/h                  | 8,8 s                             | k. A.                      | 8,1 s                       | k. A.                            |
| Kraftstoffverbrauch auf 100 km, kombiniert  | 8,3–8,4 l Super (8,9–9,0 l Super) | k. A.                      | 0,8 l Super                 | k. A.                            |
| Tankinhalt                                  | 70 l                              | 70 l                       | 53 l                        | 53 l                             |
| Abgasnorm                                   | China VI                          | k. A.                      | China VI                    | k. A.                            |

* Werte in runden Klammern gelten für Modelle mit Allradantrieb.